# Michael Russell (Bischof)
Michael Russell (* 10. Dezember 1920 in Loughmore, County Tipperary, Irland; † 12. Januar 2009 in Waterford, County Waterford, Irland) war römisch-katholischer Bischof des Bistums Waterford und Lismore.

## Leben
Michael Russell erhielt seine Priesterausbildung in Maynooth und empfing am 17. Juni 1945 die Priesterweihe. 1948 wurde er in Kanonischem Recht promoviert und war Professor für Moraltheologie am St. Patrick’s College in Thurles. Bis 1965 war er zudem Vizepräsident des St Patrick’s College.
1965 ernannte ihn Papst Paul VI. zum Bischof von Waterford und Lismore. Die Bischofsweihe spendete ihm am 19. Dezember 1965 der Erzbischof von Armagh, William Kardinal Conway; Mitkonsekratoren waren Erzbischof Giuseppe Maria Sensi, Apostolischer Nuntius in Irland und späterer Kurienkardinal, und Thomas Morris, Erzbischof Cashel und Emly. Am 27. Mai 1993 wurde seinem altersbedingten Rücktrittsgesuch stattgegeben.